# Eremogone franklinii
Eremogone franklinii är en nejlikväxtart som först beskrevs av David Douglas och William Jackson Hooker, och fick sitt nu gällande namn av R. L. Hartman och Rabeler. Eremogone franklinii ingår i släktet Eremogone och familjen nejlikväxter. Utöver nominatformen finns också underarten E. f. thompsonii.

## Bildgalleri

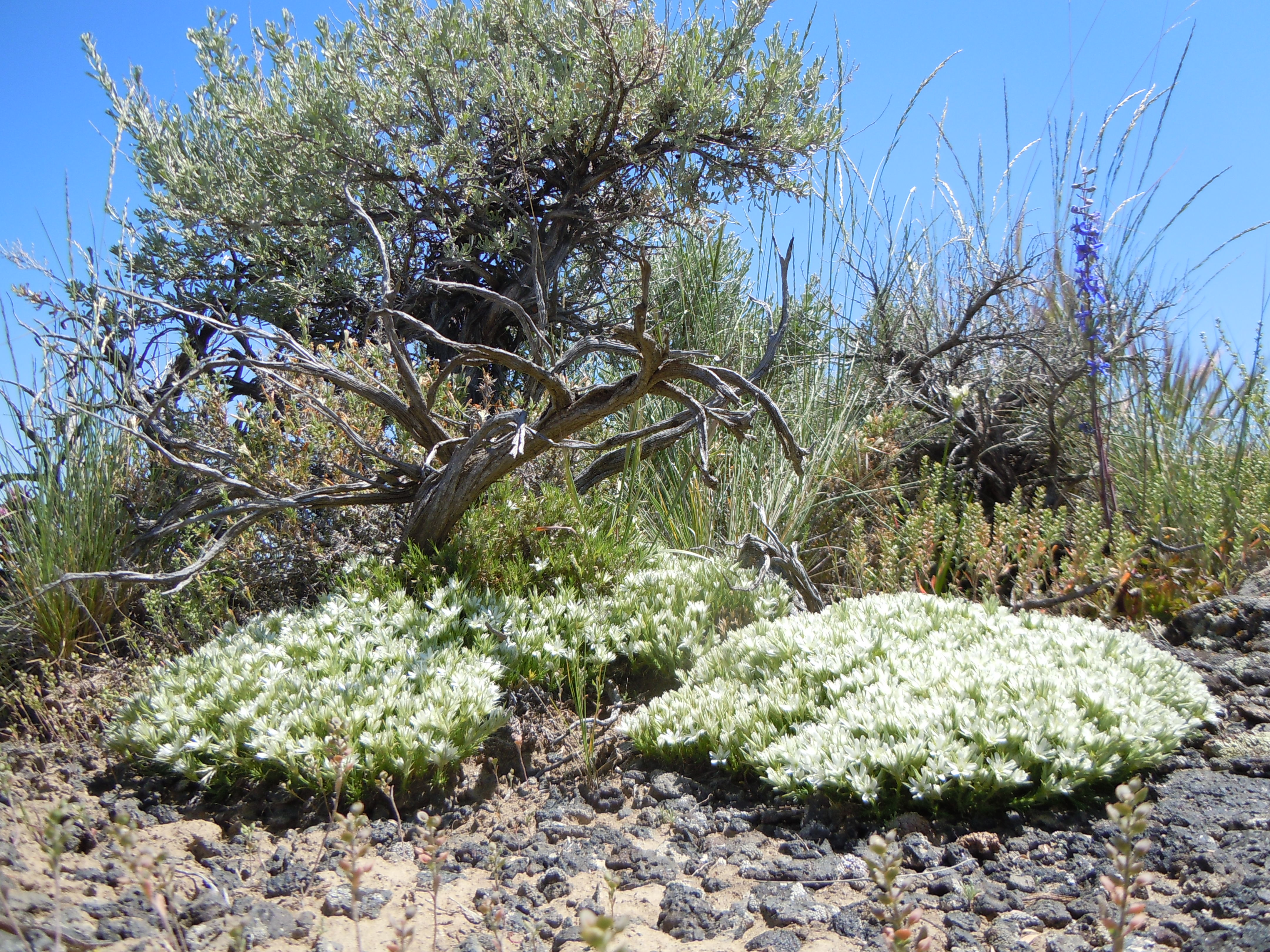
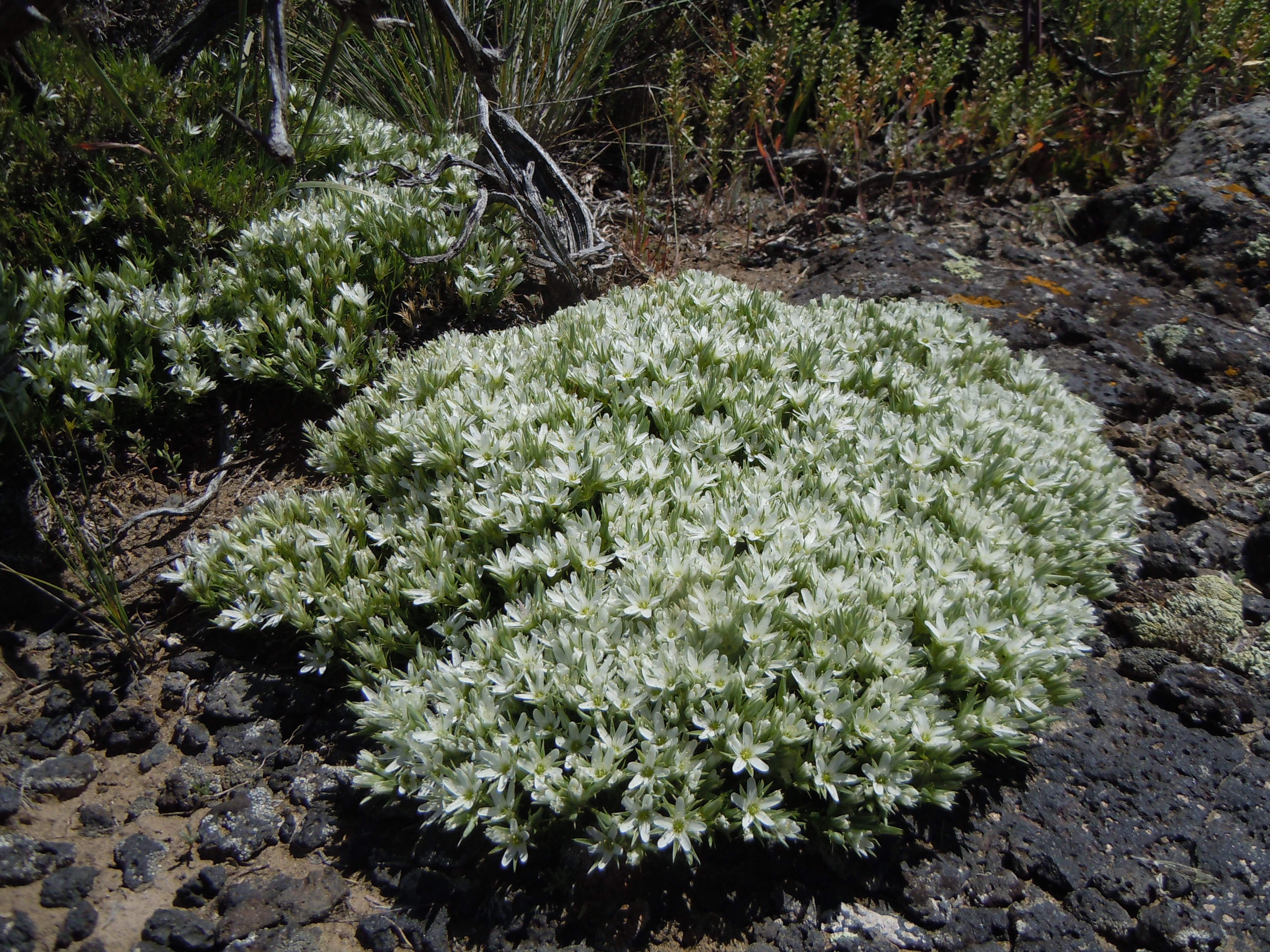
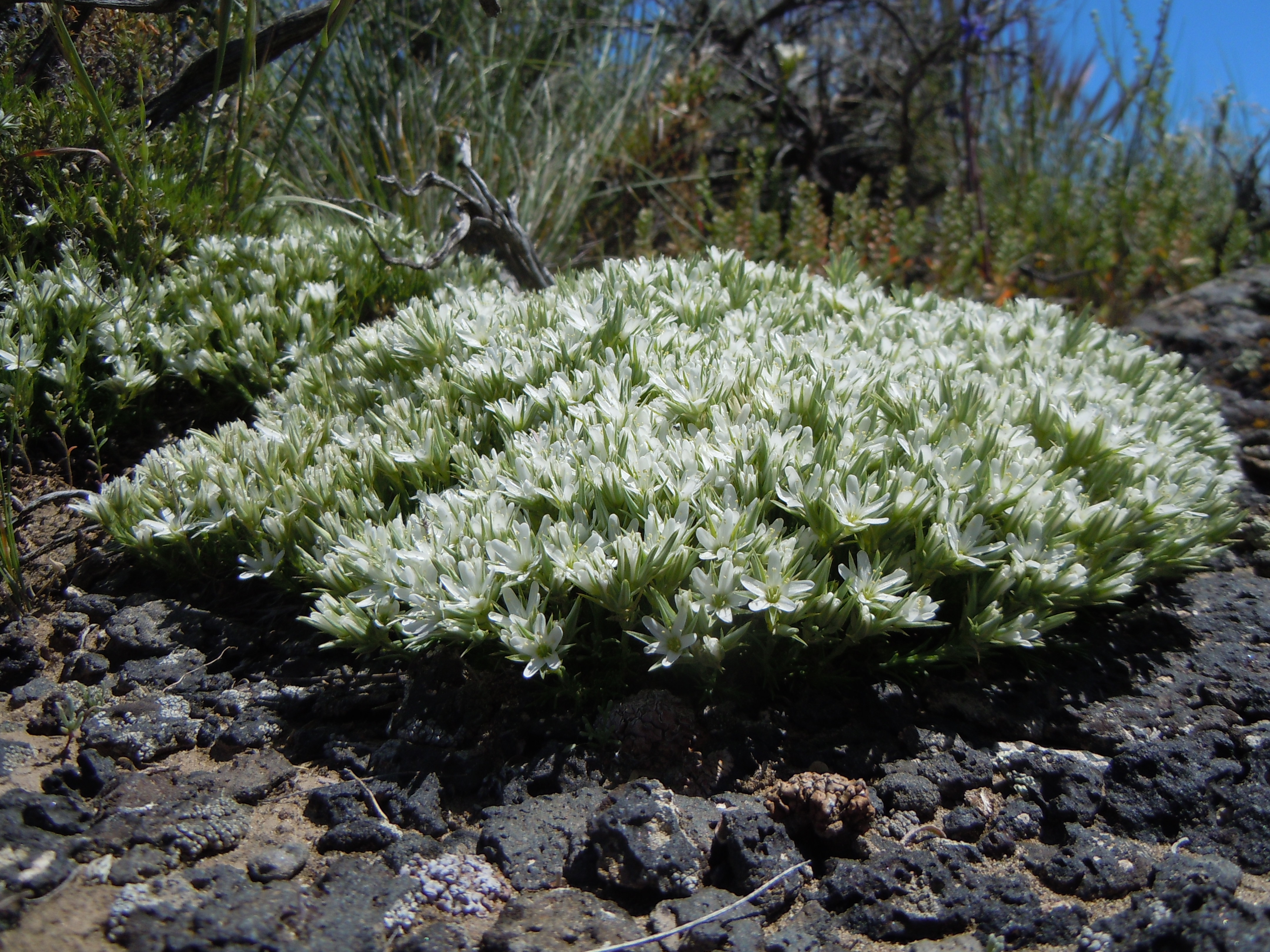
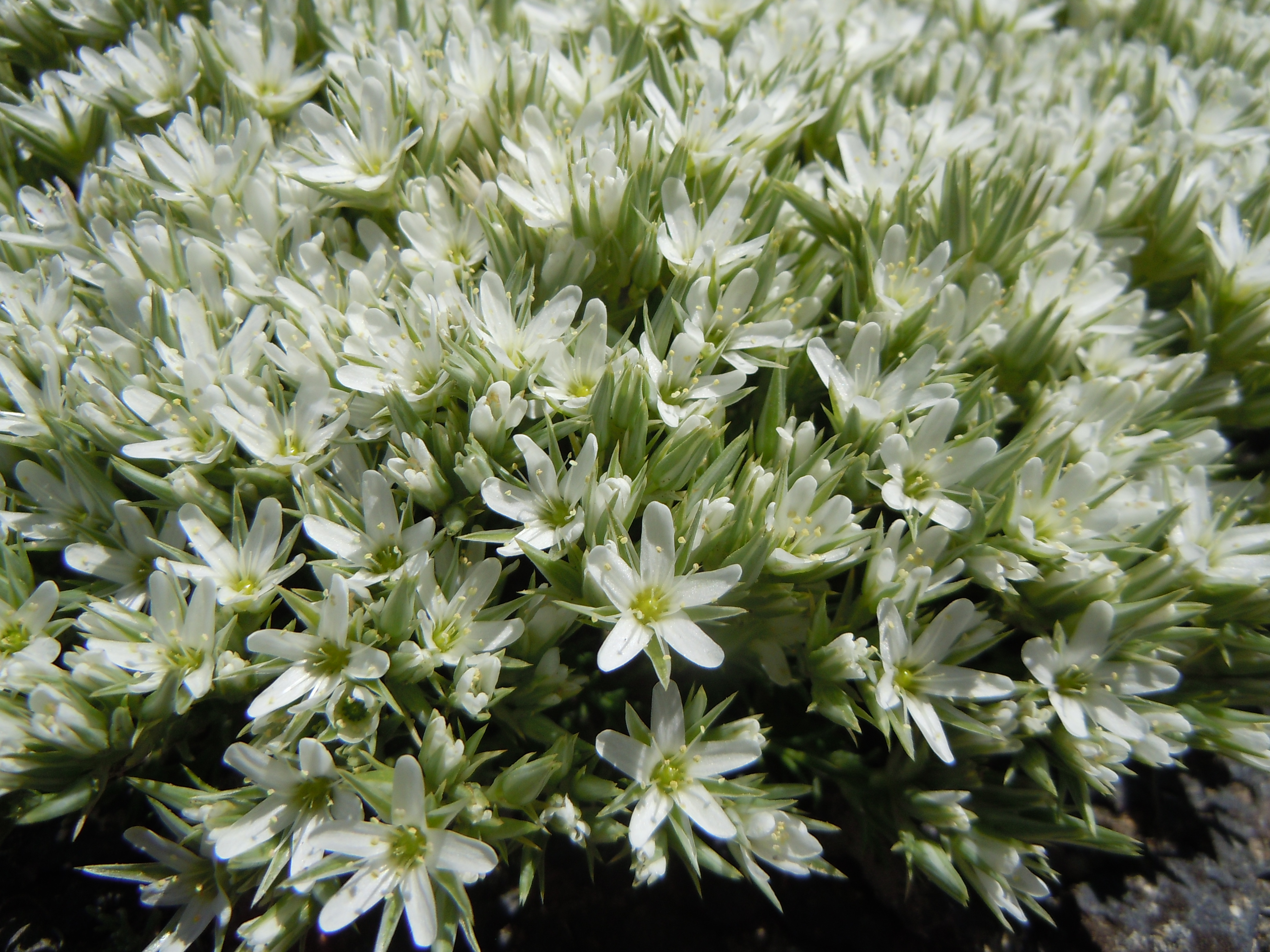
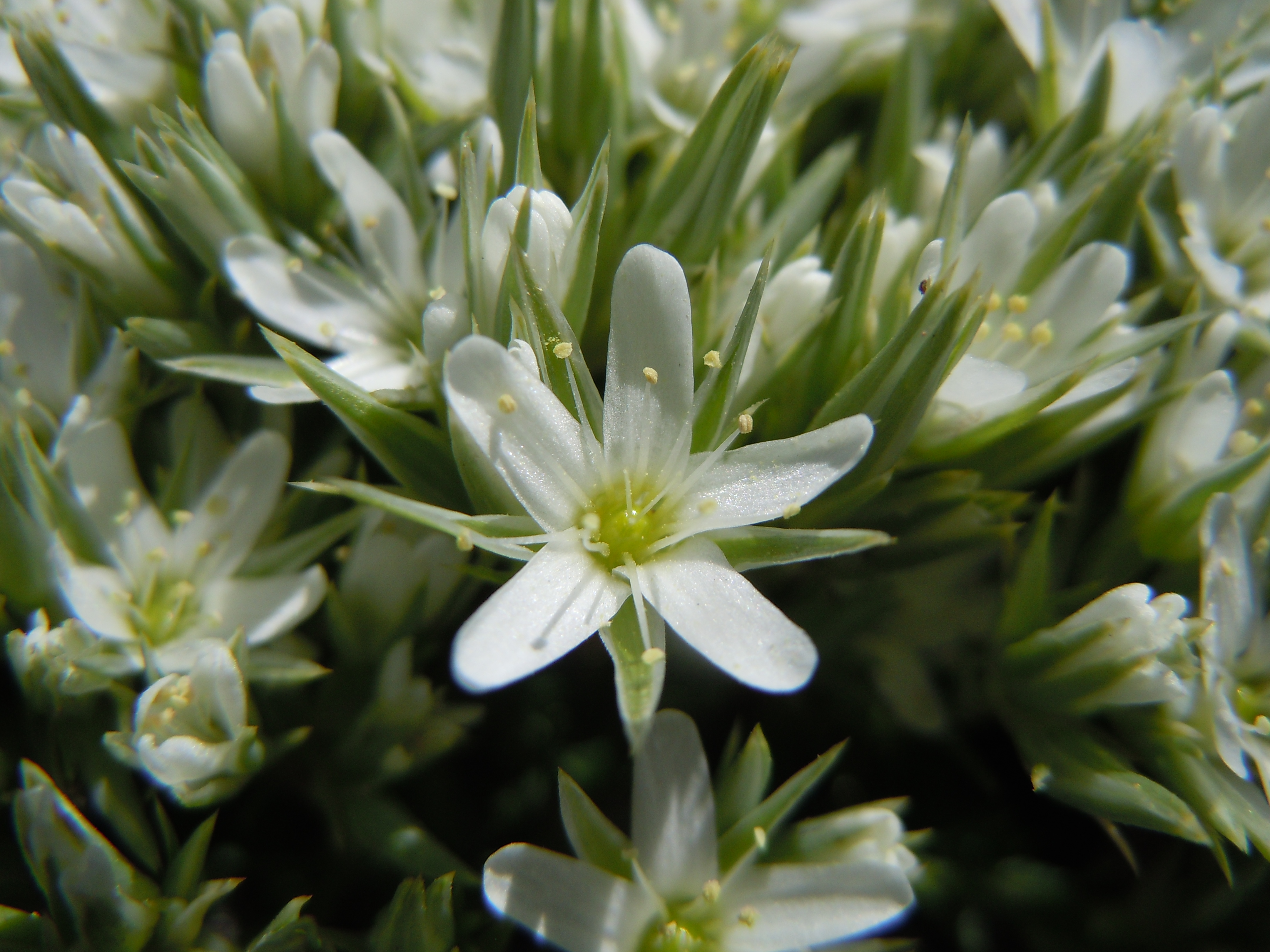
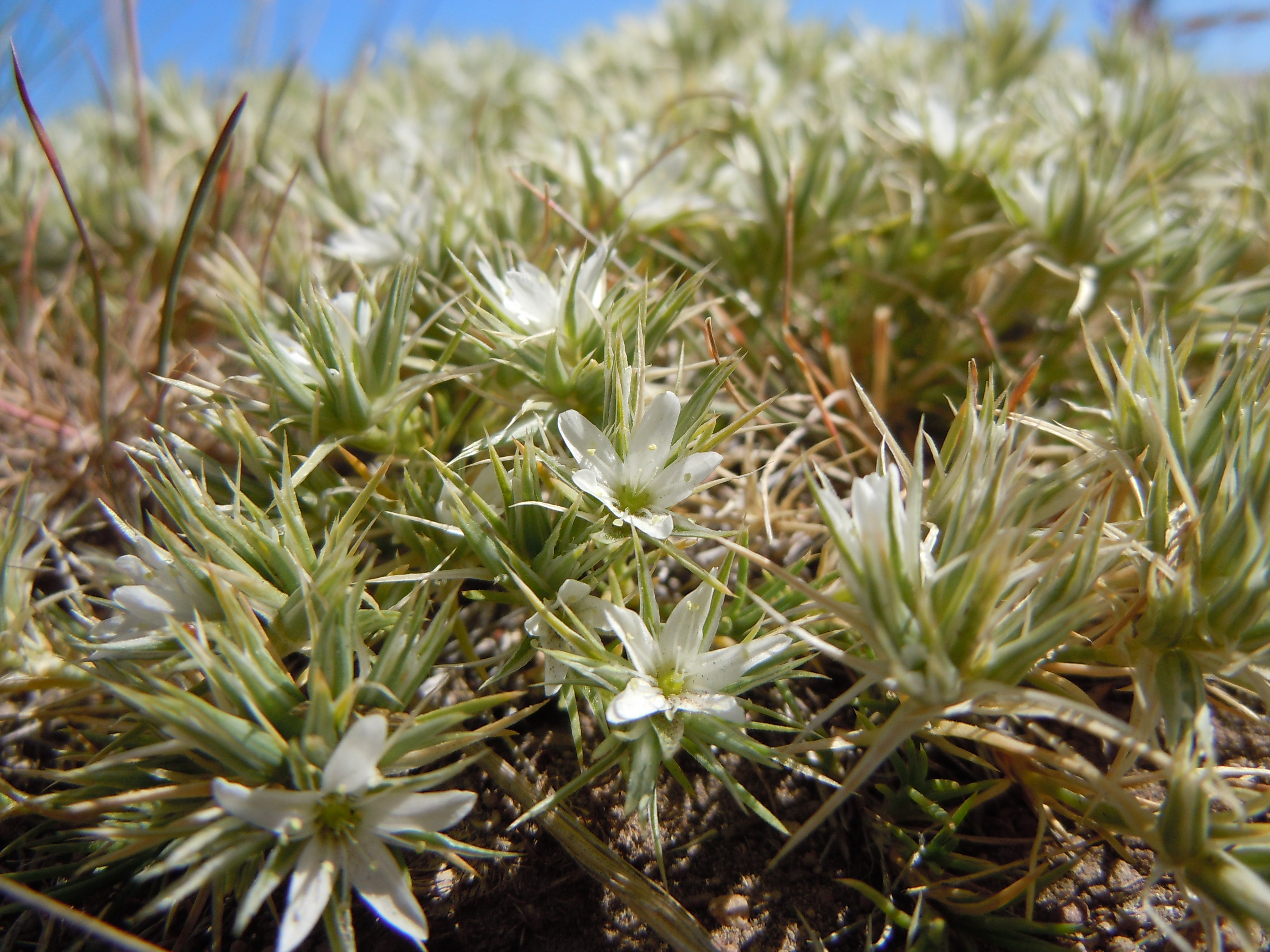